# ديوردي جيكانوفيتش
ديوردي جيكانوفيتش (بالصربية: Ђорђе Ђикановић) (ولد في 18 أغسطس 1984) هو لاعب كرة قدم من الجبل الأسود سابق كان يجيد اللعب في خط الدفاع. سبق له اللعب في الشرق الأوسط وتحديدا في معيذر القطري في عام 2013 وهجر السعودي في موسم 2014-15.

## روابط خارجية
- ديوردي جيكانوفيتش على موقع قاعدة بيانات كرة القدم.إي يو (الإنجليزية)
- ديوردي جيكانوفيتش على موقع Soccerway.com (الإنجليزية)